# Kreis Tarnowitz

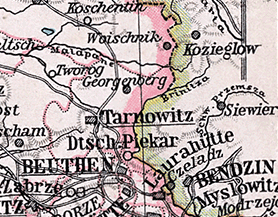
Der Kreis Tarnowitz auf einer Karte von 1905

Der Kreis Tarnowitz war von 1873 bis 1926 ein preußischer Landkreis in Oberschlesien. Der größte Teil des Kreises fiel 1922 an Polen, während der im Deutschen Reich verbliebene Rest 1927 im Kreis Beuthen-Tarnowitz aufging. Während der deutschen Besetzung Polens bestand von 1939 bis 1941 ein Landkreis Tarnowitz als Teil des Regierungsbezirks Kattowitz.

## Verwaltungsgeschichte
Durch das kontinuierliche Anwachsen der Bevölkerung Oberschlesiens im 19. Jahrhundert erwies sich der Kreis Beuthen als zu groß. Er wurde deshalb im Jahr 1873 in vier Kreise aufgeteilt. Aus einem Teil des Kreises Beuthen wurde der neue Kreis Tarnowitz gebildet. Zum 8. November 1919 wurde die Provinz Schlesien aufgelöst und aus dem Regierungsbezirk Oppeln die neue Provinz Oberschlesien gebildet.
In der Volksabstimmung in Oberschlesien am 20. März 1921 votierten im Kreis Tarnowitz 38,3 % der Wähler für den Verbleib bei Deutschland und 61,7 % für eine Abtretung an Polen. Durch die anschließenden Beschlüsse der Pariser Botschafterkonferenz musste 1922 der größere Teil des Kreises an Polen abgetreten werden, wo aus ihm der Powiat Tarnogórski in der neuen Autonomen Wojewodschaft Schlesien gebildet wurde.
Der bei Deutschland gebliebene Rest des Kreises mit den Gemeinden und Gutsbezirken Broslawitz, Friedrichswille, Groß Wilkowitz, Kempczowitz, Larischhof, Miedar, Mikultschütz, Pilzendorf, Ptakowitz, Stollarzowitz und Wieschowa wurde zum 1. Januar 1927 mit dem 1922 bei Deutschland gebliebenen Teil des Landkreises Beuthen zum Kreis Beuthen-Tarnowitz zusammengeschlossen. Das Landratsamt des neuen Kreises befand sich in Beuthen.
Nach der deutschen Besetzung Polens im Zweiten Weltkrieg wurde zum 26. November 1939 der polnische Powiat Tarnogórski unter dem Namen Landkreis Tarnowitz Teil des neugebildeten Regierungsbezirks Kattowitz in der Provinz Schlesien. Nach der Umgliederung des Kreises Beuthen-Tarnowitz aus dem Regierungsbezirk Oppeln in den Regierungsbezirk Kattowitz wurden beide Landkreise einheitlich von Tarnowitz aus verwaltet. Zum 18. Januar 1941 wurde die Provinz Schlesien aufgelöst. Aus den bisherigen Regierungsbezirken Kattowitz und Oppeln wurde die neue Provinz Oberschlesien gebildet. Zum 1. Juni 1941 erfolgte dann auch die förmliche Vereinigung der beiden Landkreise Beuthen-Tarnowitz und Tarnowitz zum neuen Landkreis Beuthen-Tarnowitz mit dem Sitz des Landrates in Tarnowitz. Im Frühjahr 1945 wurde das Kreisgebiet durch die Rote Armee besetzt und anschließend von der Sowjetunion unter polnische Verwaltung gestellt. Die deutsche Bevölkerung wurde in der Folgezeit von der örtlichen polnischen Verwaltungsbehörde aus dem Kreisgebiet vertrieben.

## Einwohnerentwicklung
| Jahr | Einwohner | Quelle |
| ---- | --------- | ------ |
| 1885 | 47.856    | [ 2 ]  |
| 1900 | 62.277    | [ 3 ]  |
| 1910 | 77.583    | [ 3 ]  |
|      |           |        |
| 1925 | 28.974    | [ 4 ]  |

Bei der Volkszählung von 1910 bezeichneten sich 67 % der Einwohner des Kreises Tarnowitz als rein polnischsprachig und 27 % als rein deutschsprachig. 95 % der Einwohner waren 1910 katholisch und 5 % evangelisch.

## Landräte
- 1873–188400Bernhard Barchewitz
- 1884–189100Axel von Varnbühler
- 1891–189800Arthur von Falkenhayn
- 1898–190500Friedrich Ernst Gustav von Schwerin
- 1905–191400Friedrich Wilhelm zu Limburg-Stirum (1871–1951)
- 1914–192200Waldemar von Brockhusen († 1927)
- 1922–192600Kurt Urbanek (1884–1973)

## Gemeinden
Der Kreis Tarnowitz umfasste 1910 eine Stadt und 36 Landgemeinden. Die mit  D gekennzeichneten Gemeinden verblieben 1922 im Deutschen Reich und kamen 1927 zum Kreis Beuthen-Tarnowitz.
| - Alt Chechlau - Alt Repten - Alt Tarnowitz - Bobrownik - Boruschowitz - Brinitz - Broslawitz D - Friedrichswille D - Georgenberg - Groß Wilkowitz D - Groß Zyglin - Jendryssek - Kempczowitz D - Klein Zyglin - Koslowagora - Larischhof D - Lassowitz - Miedar D - Mikultschütz D | - Naklo - Neu Chechlau - Neu Repten - Oppatowitz - Orzech - Piassetzna - Pilzendorf D(bis 1877 Grzibowitz) - Pniowitz - Ptakowitz D - Radzionkau - Rudy-Piekar - Rybna - Sowitz - Stollarzowitz D - Tarnowitz, Stadt - Trockenberg - Truschütz - Wieschowa D |